# Miguel Ángel (football, 1947)
Pour les articles homonymes, voir Miguel Ángel.
Miguel Ángel González Suárez, dit Miguel Ángel, né le 24 décembre 1947 à Ourense (Galice, Espagne) et mort le 6 février 2024 à Madrid, est un footballeur espagnol qui occupe le poste de gardien de but.

## Biographie
Miguel Angel commence sa carrière dans le club de sa ville natale, le CD Ourense. Puis il effectue l'essentiel de sa carrière au Real Madrid entre 1967 et 1986.
Miguel Angel a remporté huit fois le championnat d'Espagne et a été international avec l'équipe d'Espagne.
Entre 1980 et 1986, il est le capitaine du Real Madrid.

## Distinctions individuelles
- Trophée Zamora : 1976.
- Prix Don Balón de meilleur joueur espagnol du championnat : 1976.